# Hedvig Eleonora skola
Hedvig Eleonora skola är en kommunal grundskola belägen på Östermalm i Stockholm, grundad 1864.

## Beskrivning
Belägen i korsningen Skeppargatan och Linnégatan, är skolan en F-6-skola (förskola till årskurs 6) med mer än 400 elever. Skolan räknar sitt grundande till 1864, men är organisatoriskt sett en utveckling av den pojkskola på Östermalm som grundades 1610 i Hedvig Eleonora församling, varav skolan har sitt namn. Skolhuset ritades av arkitekterna Axel Kumlien och Hjalmar Kumlien och är blåmärkt av Stadsmuseet i Stockholm vilket innebär "att bebyggelsen bedöms ha synnerligen höga kulturhistoriska värden".